# Shitil
Shitil ist ein Uthra, ein Geist- und Lichtwesen aus der Mythologie der Mandäer. Er ist Bote des Lichts und ein erlöster Erlöser.
In der Bibel ist Seth in Gen 4,25  der dritte Sohn von Adam und Eva. Bei den Mandäern ist Seth, mandäisch Shitil, ebenfalls ein Sohn Adams, der später zu einem göttlichen Wesen wurde. Unter den Erlösergestalten der Mandäer stehen Shitil, Hibil und Anosh als Dreiheit an erster Stelle.
In einem liturgischen Tauflied der Mandäer erbittet die Seele auf ihrem läuternden Weg durch die Lichtwelt der Gestirne von Shitil die Taufe, bevor sie in das Feuer des Hauses fliegt, in dem ein Kind geboren werden soll und für das es bestimmt ist.